# Фелтинс арена
Фелтинс арена је фудбалски стадион у немачком граду Гелзенкирхен и један од најмодернијих стадиона на свету. До 1. јула 2005. стадион се звао Арена на Шалки, док права на име до 30. јуна 2015. није купила немачка пивара Фелтинс. Стадион је отворен 2001. године као нови стадион фудбалског клуба Шалке 04 из бундеслиге. Највећи догађаји на који су се одигравали на стадиону су лиге шампиона 2004. и 5 утакмица на светском првенству у фудбалу 2006. Стадион има и 5 звезда стадиона УЕФЕ.

## Положај
Фелтинс арена се налази географској средини града Гелзенкирхен тачно на Бергерфелду у Ерле. Арена је преко различитих путева доступна. Трамвај број 302 градског превоза вози гледаоце са правца главне железничке станице и Бохума. Путници са колима могу стићи преко излаз ауто-пута А2 (Излаз 6 - Гелзенкирхен-Буер) и на излаз ауто-пута А42 (Излаз 17 - Гелзенкирхен-Шалке).

## Историја
Изградња новог стадиона у Гелзенкирхену представљала је преломну тачку у фудбалској архитектури Европе. Иако је Амстердам арена отворена раније, а Алијанц Арена у Минхену изгледа лепше и радикалније, Фелтинс арена је технички супериоран и најмодернији стадион на континенту.
О томе сведочи оцена УЕФА да се ради о објекту класе шест звездица (највиши стандард у данашњој УЕФА класификацији је пет звездица и испуњава 29 европских стадиона), као и изјава председника ФИФА Сепа Блетера, према којој је Фелтинс арена „пилот за пројекат за цео свет“.
Изградња Арене почела је 1998. године, а свечано отварање одржано је 13. и 14. августа 2001. године. Постављена је у правцу североисток-југозапад, недалеко од старог Шалкеовог Парк стадиона. Тај куриозитет је последица чињенице да су испод земљишта на којем је изграђена смештена два рудничка копа (на дубини од 800 метара), која су у употреби од 2000. године. Да би се избегао ризик по конструкцију, стадион је искривљен и постављен паралелно са коповима.
Уз покретни кров, врхунски семафор и електронску контролу улазница, кључни елемент револуционарног спортског објекта је покретни терен (АуфШалке Арену то за сада могу само Сапоро Дом у Јапану и Гелдром у холандском Архему). На тај начин се истовремено постиже осунчаност и проветреност траве (кључни проблем данашњих стадиона) и штити подлога током осталих догађаја у Арени (нпр. поп концерти). Прави тест извршен је у мају 2004, када је Арена у 96 сати угостила меч Бундеслиге, поп концерт и утакмицу НФЛ-а Европе. Најславнији моменат у историји догодио се само десетак дана касније, када су у финале Лиге шампиона играли ФК Порто и ФК Монако.
Капацитет стадиона за бундеслигашке мечеве је 61.524, захваљујући секцији за стајање на северној трибини (16 хиљада места). У европским мечевима и на тај део стадиона стављају се седишта па капацитет пада на 53.994.
Многи навијачи се радују необичној конструкцији - пивоводу. Дугачак 5 km, он спроводи до стадиона пиво из Велтинсове пиваре (просечан проток на дан је 53 хиљаде литара). То је један од разлога назива стадиона вредног 191 милиона евра.

## Нарочитост
Стадион може преко једног закљученог крова да се претвори у једну халу. Поред олимпијског стадиона у Берлину и Комерцбанк арене у Франкфурту стадион има једну капелу у којем се одржавају венчања и крштења.
У Арени постоје 32 киоска у којима се не плаћа готовином. Зато мора да се купи једна специјална карта која може касније још да се напуни.
У средини стадиона прикачен је 29 тона тежак видео-бим са четири ~36m² велика монитора који омогућава гледаоцима да из даљине прате све догађаје. У арени су још инсталирана 367 телевизора .

## ФиналеУЕФАлиге шампиона2003/2004
Финале лиге шампиона између Порта и њен противник Монако се одржало 26. маја 2004. на тадашњен именом стадиона Арена на Шалки. На такмичењу за домаћина победила је АОЛ арену из Хамбурга. Тријумфовао је Порто, резултатом 3-0
| ФК Порто                                 | 3–0 | ФК Монако                                |
| ---------------------------------------- | --- | ---------------------------------------- |
| Карлос Алберто 39' Деко 71' Аленичев 75' |     | Карлос Алберто 39' Деко 71' Аленичев 75' |

## Светско првенство у фудбалу 2006
У току светског првенства у фудбалу 2006. одигране су 5 утакмица на овом стадиону. Четири утакмице групе стазом и једна утакмица четвртине финала. Службено име стадиона у току првенства је било ФИФА СП-стадион Гелзенкирхен.
Наредних утакмица се одржало на овом стадиону:
| датум         | време | тим #1           | резултат         | тим #2             | група        | Гледалаца |
| ------------- | ----- | ---------------- | ---------------- | ------------------ | ------------ | --------- |
| 9. јун 2006.  | 21.00 | Пољска           | 0-2              | Еквадор            | Група А      | 52.000    |
| 12. јун 2006. | 18.00 | Сједињене Државе | 0-3              | Чешка              | Група Е      | 52.000    |
| 16. јун 2006. | 15.00 | Аргентина        | 6-0              | Србија и Црна Гора | Група Ц      | 52.000    |
| 21. јун 2006. | 16.00 | Португалија      | 2-1              | Мексико            | Група Е      | 52.000    |
| 1. јул 2006.  | 17.00 | Енглеска         | (0:0) 1-3 (пен.) | Португалија        | Четвртфинале | 52,000    |

| 9. јун 2006. 21:00 |                                                            |                         |                                                                                         |
| Пољска             | 0–2 „(Извештај)”. Архивирано из оригинала 06. 03. 2007. г. | Еквадор                 | ФИФА СП-стадион Гелзенкирхен, Гелзенкирхен · Гледалаца: 52.000 · Судија: Камикава Јапан |
|                    |                                                            | Тенорио 24' Делгадо 80' | ФИФА СП-стадион Гелзенкирхен, Гелзенкирхен · Гледалаца: 52.000 · Судија: Камикава Јапан |

| 12. јун 2006. 18:00 |                                                            |                           |                                                                                           |
| Сједињене Државе    | 0–3 „(Извештај)”. Архивирано из оригинала 18. 06. 2006. г. | Чешка                     | ФИФА СП-стадион Гелзенкирхен, Гелзенкирхен · Гледалаца: 52.000 · Судија: Амарила Парагвај |
|                     |                                                            | Колер 5' Росицки 36', 76' | ФИФА СП-стадион Гелзенкирхен, Гелзенкирхен · Гледалаца: 52.000 · Судија: Амарила Парагвај |

| 16. јун 2006. 15:00                                          |                                                            |                    |                                                                                         |
| Аргентина                                                    | 6–0 „(Извештај)”. Архивирано из оригинала 03. 09. 2006. г. | Србија и Црна Гора | ФИФА СП-стадион Гелзенкирхен, Гелзенкирхен · Гледалаца: 52.000 · Судија: Росети Италија |
| Родригез 6', 41' Камбијасо 31' Креспо 78' Тевез 84' Меси 88' |                                                            |                    | ФИФА СП-стадион Гелзенкирхен, Гелзенкирхен · Гледалаца: 52.000 · Судија: Росети Италија |

| 21. јун 2006. 16:00        |                                                            |             |                                                                                         |
| Португалија                | 2–1 „(Извештај)”. Архивирано из оригинала 06. 07. 2006. г. | Мексико     | ФИФА СП-стадион Гелзенкирхен, Гелзенкирхен · Гледалаца: 52.000 · Судија: Михел Словачка |
| Манише 6' Симао 24' (пен.) |                                                            | Фонсека 29' | ФИФА СП-стадион Гелзенкирхен, Гелзенкирхен · Гледалаца: 52.000 · Судија: Михел Словачка |

| Субота 1. јул 2006. 17:00 |                                                                       |             |                                                                                             |
| Енглеска                  | 0–0 1–3 (пен.) „(Извештај)”. Архивирано из оригинала 05. 07. 2006. г. | Португалија | ФИФА СП-стадион Гелзенкирхен, Гелзенкирхен · Гледалаца: 52.000 · Судија: Елизондо Аргентина |
|                           |                                                                       |             | ФИФА СП-стадион Гелзенкирхен, Гелзенкирхен · Гледалаца: 52.000 · Судија: Елизондо Аргентина |

|                                                                       |     | Једанаестерци                                                           |  |
| Лампард: одбрањено Харгривс: гол Џерард: одбрањено Карагер: одбрањено | 1–3 | Симао: гол Вијана: статива Петит: промашио Постига: гол К. Роналдо: гол |  |